# Tibouchina schumannii
Tibouchina schumannii är en tvåhjärtbladig växtart som beskrevs av Célestin Alfred Cogniaux. Tibouchina schumannii ingår i släktet Tibouchina och familjen Melastomataceae. Inga underarter finns listade i Catalogue of Life.